# Agra (Kansas)
Pour les articles homonymes, voir Agra (homonymie).
Agra est une petite ville du Kansas, au centre des États-Unis. Elle se trouve dans le comté de Phillips. En 2010, sa population était de 267 habitants.

## Démographie
Selon le Bureau du recensement des États-Unis en 2000, le revenu moyen par ménage de la ville était de $27,250 et le revenu moyen par famille était 36 250 $. Les hommes avaient un revenu médian de 26 944 $, comparativement à 16 429 $ pour les femmes. Le Revenu par tête de la ville était 16 960 $. Environ 10,7 % de la population vit en dessous du seuil de pauvreté.